# Der Schatz im Silbersee
Der Schatz im Silbersee —conocida en español como El tesoro del lago de plata o El tesoro del lago de la plata— es una película germano-yugoslava de 1962 dirigida por Harald Reinl y protagonizada por Lex Barker. Se trata de un eurowestern basado en la novela homónima de Karl May cuyo éxito dio lugar a una serie de películas basadas en las novelas del Oeste de este autor y al rodaje de numerosos otros wésterns en Italia y España. Fue rodada en Eastmancolor y CinemaScope.

## Sinopsis
El coronel Brinkley y su banda de forajidos asesinan al padre de Fred Engel y le roban la mitad del mapa del tesoro del Lago de Plata. Old Shatterhand, Winnetou y otros exploradores de la frontera deciden ayudar a Fred. Mientras Winnetou sigue a los bandidos, los demás se dirigen a la granja de Patterson, quien tiene la otra mitad del mapa. Allí son asediados por los facinerosos y, cuando van a ser derrotados, Winnetou acude en su ayuda con el apoyo de una tribu de indios amigos que diezman la banda del coronel. En ruta hacia el lago, Old Shatterhand y sus amigos descubren que los bandidos han masacrado un campamento de utes en ausencia de los guerreros. Estos acusan a los exploradores de perpetrar la matanza y Old Shatterhand debe derrotar en combate singular al jefe para demostrar su inocencia. Pese a ello, un líder ute les persigue hasta que es abatido por el jefe. Finalmente encuentran a los bandidos en el lago. El coronel ha encontrado el tesoro y asesinado a tres de sus colaboradores cegado por la codicia, pero un anciano indio que ejerce de custodio acciona un mecanismo que hace caer al coronel y al oro a un pozo de arenas movedizas. Los exploradores y sus ahora aliados utes acaban con el resto de los bandidos. Aunque no consiguen el tesoro, han hecho justicia y han restablecido la paz.

## Producción
A finales de los años 1950 la industria cinematográfica de Alemania Occidental —como la de muchos otros lugares— estaba en crisis debido a la competencia de la televisión. En una década cerraron un 9,1% de las salas de exhibición. La productora UFA sufrió pérdidas de 5,4 millones de marcos. Fue el jefe de producción de CCC-Film, Horst Wendlandt, quien consiguió que el público volviera a las salas. Con Der Frosch mit der Maske inició una popular serie de filmes basados en relatos de Edgar Wallace. A principios de los años 1960 Wendtandt se incorporó a la productora danesa Rialto Film y continuó cosechando éxitos comerciales.
Parece ser que la idea de realizar versiones cinematográficas de las novelas de Karl May se la dio a Wendtandt su hijo de once años. Rápidamente adquirió los derechos para adaptar al cine todos los relatos de May ambientados en el Viejo Oeste. Al hacerlo estaba corriendo el riesgo de sufrir un severo fracaso comercial. Anteriores adaptaciones de novelas de May no habían sido éxitos de taquilla, si bien es cierto que no eran wésterns. Eligió como primera producción El tesoro del lago de la plata, que parecía la más popular de las novelas del Oeste de May. Consiguió un anticipo de dos millones de marcos del distribuidor Walfried Barthel, presidente de Constantin Film, lo que le permitió abordar con garantías la financiación de la película. Por otro lado, se asoció con la productora yugoslava Jadran Film, lo que le facilitaría el acceso a los variados escenarios naturales del país eslavo y a su personal técnico a un coste muy asequible.

## El Oeste de Karl May
El alemán Karl May es uno de los más populares escritores de su país. Escribió relatos de viajes y novelas de aventuras ambientadas en lugares exóticos. De entre ellas, quizá las más difundidas son las que se desarrollan en un salvaje Oeste que el escritor no llegó a conocer. Se trata de auténtica literatura popular que comenzó a publicar en revistas a partir de 1875 y que marcó a varias generaciones de lectores germánicos. En ellas aparece un joven emigrante alemán que contacta con los apaches, se gana su respeto y recibe el sobrenombre de Old Shatterhand. Entabla una relación casi fraternal con Winnetou, jefe de los apaches mescaleros. Ambos son héroes de una desmesurada nobleza y falta de ambición que se dedican a hacer justicia en un territorio en el que sobran los hombres violentos y con pocos escrúpulos. Se han interpretado las novelas de la serie de Winnetou como la manifestación de un deseo de vivir en armonía con la naturaleza. A pesar de que el Oeste de May es completamente imaginario, su obra ha sido traducida a numerosos idiomas y conseguido unas ventas de más de doscientos millones de ejemplares.

## Guion
Wendlandt eligió la novela El tesoro del lago de la plata como la idónea para ensayar esta nueva línea de filmes. Y confió la adaptación al guionista Harald G. Petersson, que ya había trabajado con él en la serie de Edgar Wallace. Petersson modificó considerablemente la trama del libro, suprimió personajes y se centró en los más conocidos del público: Old Shatterhand y Winnetou. Y en cuanto a estos, mitigó la excesiva idealización con que los trataba May para hacerlos más creíbles en la pantalla.

## Dirección
Como director, Wendlandt eligió a otro colaborador habitual. El austríaco Harald Reinl era un experimentado profesional que había demostrado su valía en diversos géneros y que había demostrado conocer y respetar los gustos del público. Tras un largo aprendizaje en otras labores cinematográficas, Reinl comenzó a dirigir en 1949. En 1958 había dirigido Los diablos verdes de Monte Cassino, un filme bélico protagonizado por los paracaidistas alemanes que participaron en la batalla de Montecassino. En su adaptación de la novela de Karl May se distinguió por utilizar los bellos paisajes croatas para realizar hermosas composiciones panorámicas a todo color.

## Intérpretes

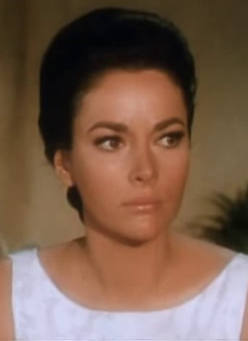
Karin Dor, esposa del director, interpretó a Ellen Patterson.

El estadounidense Lex Barker había alcanzado popularidad internacional sustituyendo al ya maduro Johnny Weissmüller en el papel de Tarzán. Sin embargo, el papel no le proporcionó un puesto en el estrellato de Hollywood. Por tal motivo, decidió probar fortuna en Europa, trabajando en diversos países. Ya había actuado a las órdenes de Harald Reinl en dos películas protagonizadas por el Doctor Mabuse y, aunque ya había sobrepasado los cuarenta años de edad, su excelente aspecto físico le permitía encarnar al mítico personaje literario de Old Shatterhand.
La elección del actor que interpretaría a Winnetou fue más compleja. Wendlandt pensó inicialmente en Heinz-Ingo Hilgers porque había interpretado el papel en un festival Karl May. Después sopesó a los intérpretes Horst Buchholz, Christopher Lee y Gustavo Rojo. Finalmente se decantó por el francés Pierre Brice. Aunque era poco conocido, había participado en películas dirigidas por René Clément y Claude Chabrol. Al igual que Barker, Brice aportaba un gran atractivo físico al personaje.
El papel del malvado coronel Brinkley fue adjudicado a Herbert Lom, actor británico de origen bohemio que hablaba alemán y no necesitaba ser doblado. La participación alemana estuvo compuesta por Götz George, Karin Dor —esposa de Reinl—, Marianne Hoppe y los actores cómicos Eddi Arent y Ralf Wolter, que interpretaba a Sam Hawkens. El resto de los personajes de reparto recayeron en intérpretes yugoslavos.

### Reparto
| - Lex Barker — Old Shatterhand - Karin Dor — Ellen Patterson - Eddi Arent — Lord Castlepool - Ilija Ivezic — Hilton - Milivoj Stojanovic — Knox | - Herbert Lom — Coronel Brinkley - Pierre Brice — Winnetou - Ralf Wolter — Sam Hawkens - Mirko Boman — El Poeta - Slobodan Dimitrijevic — Trueno Silencioso - Velimir Hitil — Woodward | - Götz George — Fred Engel - Marianne Hoppe — La señora Butler - Jan Sid — Patterson - Branko Spoljar — Doc Jefferson Hartley - Jozo Kovacevic — Lobo Grande |

## Localizaciones

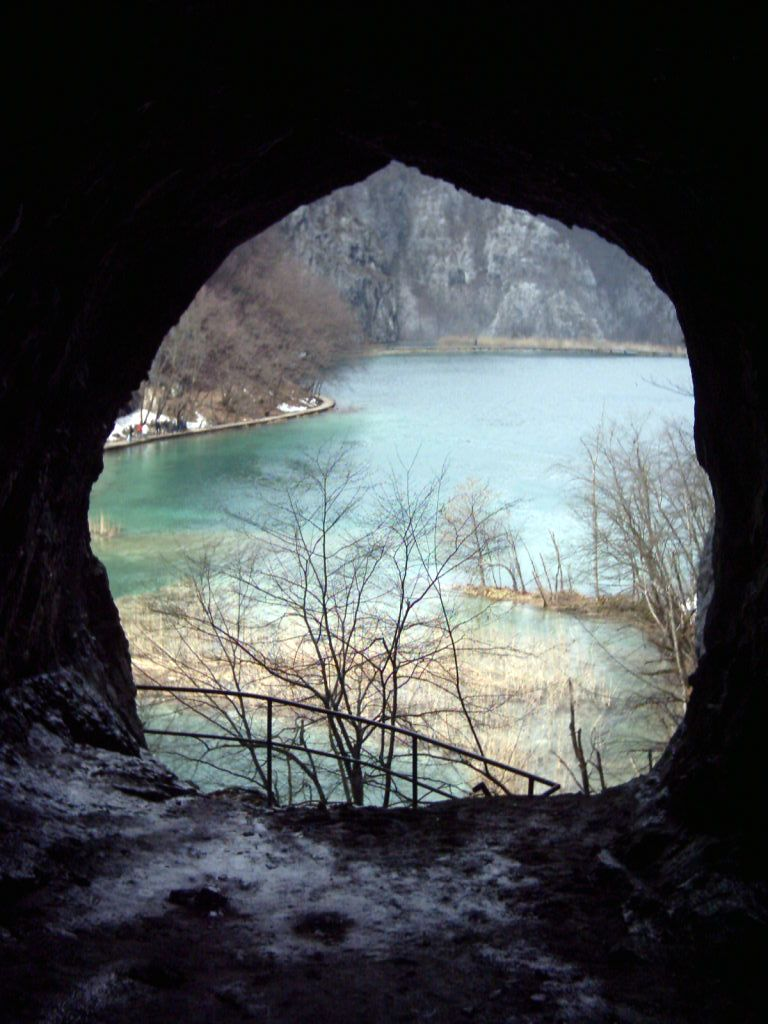
La cueva del tesoro del Lago de Plata, está en el Parque nacional de los Lagos de Plitvice.

El tesoro del lago de plata fue la primera coproducción germano-yugoslava. La participación eslava le permitió utilizar hermosas localizaciones en Croacia que intentaban reproducir el Oeste norteamericano. El Lago de Plata se encontró en el Parque nacional de los Lagos de Plitvice. También se rodó en el Parque nacional de Paklenica. Las cabalgadas por la pradera fueron fotografiadas en un aeródromo cercano a Rijeka, ya que el vehículo que portaba la cámara podía circular por la pista de aterrizaje mientras los caballos galopaban por la zona próxima cubierta de hierba.

## Música
Las bellas imágenes de los atractivos Barker y Brice cabalgando por los bellos paisajes croatas fueron realzadas por la romántica música de Martin Böttcher. El tema de Old Shatterhand se mantuvo en primer lugar de las listas musicales durante diecisiete semanas. Por primera vez se editaron el Alemania Occidental discos LP con música cinematográfica, de los que se vendieron miles de copias. La banda sonora promocionó la película y la serie dimanante de ella.

## Recepción
El tesoro del lago de la plata fue un éxito en Alemania Occidental. Pero también tuvo excelente acogida en otros países europeos como Checoslovaquia, Polonia, España, Países Bajos, Francia y los países escandinavos. Fue presentada fuera de concurso en el Festival Internacional de Cine de Moscú. Debido al elevado número de espectadores alemanes que la vieron, obtuvo el Premio Pantalla de Oro concedido por los exhibidores germanos. La película fue un auténtico tesoro para Wendlandt, que inmediatamente decidió que sería la primera de una serie cinematográfica de éxito. Unos meses más tarde se estrenaba Winnetou 1. Teil nuevamente con Barker y Brice como protagonistas. Su éxito hizo que otros productores se decicieran a rodar wésterns de bajo presupuesto en España e Italia.
La película nunca ha tenido el beneplácito de la crítica. El británico Christopher Frayling, autor de un estudio sobre el cine de Sergio Leone, reconoce la influencia que la serie de Winnetou tuvo para el surgimiento del spaghetti western, pero considera despectivamente que se trataba de películas de mala factura televisiva.